# Loyd Jowers
Loyd Jowers (* 20. November 1926 in Lexington, Tennessee; † 20. Mai 2000 in Union City) war ein US-amerikanischer Gastronom und Eigentümer von Jim's Grill, einem Restaurant in der Nähe des Lorraine Motels in Memphis, Tennessee, wo Martin Luther King Jr. 1968 ermordet wurde. In den ersten 25 Jahren nach der Ermordung Kings sagte Jowers aus, dass er zum Zeitpunkt des Attentats im Restaurant war, was von den anderen Zeugen im Restaurant bestätigt wurde. 1983 behauptete er Teil einer angeblichen Verschwörung zu sein, an der die Mafia und die US-Regierung beteiligt waren, um King zu töten. Jowers zufolge war der mutmaßliche Attentäter, James Earl Ray, ein Sündenbock und nicht die einzige Person, die für die Ermordung Kings verantwortlich war. Ein Zivilprozess in Memphis im Jahr 1999 bestätigte diese Behauptung. Im Jahr 2000 veröffentlichte das US-Justizministerium jedoch einen 150-seitigen Bericht, in dem die Behauptungen über eine Verschwörung zur Ermordung von King zurückgewiesen wurden.

## Kontroverse um die Ermordung von Martin Luther King
In einer 1993 ausgestrahlten Folge von ABC's Primetime Live erzählte Jowers dem Reporter Sam Donaldson, dass er jemanden angeheuert habe, um King als Gefallen für einen Freund in der Mafia namens Frank Liberto, zu töten. Jowers sagte, Liberto, der vor dem ABC-Interview gestorben war, habe ihm 100.000 Dollar gezahlt, um die Ermordung zu arrangieren. Er nannte den Namen der Person, die er angeblich angeheuert hatte, nicht, sagte aber, dass es nicht James Earl Ray war. Jowers nannte verschiedene Personen als angebliche Beteiligte an dem Mordkomplott, darunter einen Schwarzen, der sich in der Gegend aufhielt, einen Mann namens Raoul, den Ray als Beteiligten nannte, und eine Person, die er nicht identifizieren konnte, bevor er schließlich angab, dass er den Memphiser Polizeileutnant Earl Clark mit der Abgabe des tödlichen Schusses beauftragt hätte.
1998 reichte die Familie King eine Zivilklage wegen widerrechtlicher Tötung gegen Jowers und „andere unbekannte Mitverschwörer“ wegen des Mordes an King ein. Die King-Familie wurde von Rechtsanwalt William Pepper vertreten, der zuvor als Anwalt von James Earl Ray fungiert hatte. Der Washington Post zufolge hatte Pepper „jahrelang behauptet, die Ermordung sei das Ergebnis einer riesigen Verschwörung gewesen, an der das FBI, die CIA und die Armee, das organisierte Verbrechen sowie verschiedene staatliche und lokale Beamte beteiligt waren“. Nach vier Wochen Zeugenaussagen, an denen mehr als 70 Zeugen beteiligt waren, und Tausenden von Seiten neuer Beweise befanden die Geschworenen in Memphis am 8. Dezember 1999 einstimmig, dass Jowers an einer Verschwörung zur Ermordung Kings beteiligt war und dass an dem Attentatsplan auch „andere, einschließlich Regierungsstellen“ beteiligt gewesen seien. Für Coretta Scott King war das Urteil der Beweis für eine „große Verschwörung auf höchster Ebene zur Ermordung meines Mannes“.
Die Glaubwürdigkeit von Jowers als Zeugen und des Gerichtsurteils wurde jedoch wiederholt angezweifelt. So widerriefen wichtige Zeugen später ihre Aussagen und Jowers soll die Geschichte erfunden haben, um mit ihr Bücher verkaufen und Geld verdienen zu können. In der Los Angeles Times heißt es: „Der Prozess stützte sich in hohem Maße auf Berichte aus zweiter und dritter Hand, und der Richter und die Geschworenen wurden oft dabei beobachtet, wie sie während der Zeugenaussagen einnickten.“ Gerald Posner, ein Journalist, der das Buch Killing the Dream geschrieben hat, in dem er die These vertritt, dass Ray der Mörder war, sagte nach dem Urteilsspruch: „Es betrübt mich sehr, dass das Rechtssystem in Memphis auf so gefühllose und lächerliche Weise benutzt wurde. Wenn die Familie King einen Stempel für ihre eigene Sicht der Dinge haben wollte, dann hat sie ihn bekommen.“
In Reaktion auf das Urteil ordnete die Generalstaatsanwältin der Vereinigten Staaten, Janet Reno, am 26. August 1998 eine neue Untersuchung an. Am 9. Juni 2000 veröffentlichte das Justizministerium der Vereinigten Staaten einen 150-seitigen Bericht, in dem die Behauptungen, es habe eine Verschwörung zur Ermordung Kings gegeben, zurückgewiesen wurden. Das Justizministerium vermutete, dass Jowers seine Geschichte aus finanziellen Gründen erfunden habe. Zu diesem Zeitpunkt war Jowers bereits an einem Herzinfarkt verstorben.